# 598년

## 연호
- 수(隋) 개황(開皇) 18년
- 신라(新羅) 건복(建福) 15년

## 기년
- 수(隋) 문제(文帝) 18년
- 신라(新羅) 진평왕(眞平王) 20년
- 고구려(高句麗) 영양왕(嬰陽王) 9년
- 백제(百濟) 위덕왕(威德王) 45년 / 혜왕(惠王) 원년

## 사건
- 고구려 영양왕, 수나라 요서지방 선제공격.
- 백제, 곤경에 빠진 위덕왕이 세상을 떠나고 동생 계가 왕의 자리에 오르다.
- 신라, 화랑 귀산과 추항 백제 군사들과 맞서 싸우다가 전사함.

## 탄생
- 당나라의 2대 황제 당 태종 이세민

## 사망
- 백제(百濟) 27대 왕 곤경에 빠진 위덕왕(威德王)